# Геррін (Іллінойс)
Геррін (англ. Herrin) — місто (англ. city) в США, в окрузі Вільямсон штату Іллінойс. Населення — 12 352 особи (2020).

## Географія
Геррін розташований за координатами 37°47′54″ пн. ш. 89°1′50″ зх. д. / 37.79833° пн. ш. 89.03056° зх. д. (37.798389, -89.030650).  За даними Бюро перепису населення США в 2010 році місто мало площу 24,52 км², з яких 23,92 км² — суходіл та 0,60 км² — водойми. В 2017 році площа становила 25,78 км², з яких 25,18 км² — суходіл та 0,60 км² — водойми.

## Демографія
Згідно з переписом 2010 року, у місті мешкала 12 501 особа в 5271 домогосподарстві у складі 3311 родини. Густота населення становила 510 осіб/км².  Було 5751 помешкання (235/км²).
Расовий склад населення:
| - 93,8 % — білих - 2,5 % — чорних або афроамериканців - 1,0 % — азіатів - 0,2 % — корінних американців |

До двох чи більше рас належало 2,0 %. Частка іспаномовних становила 2,1 % від усіх жителів.
За віковим діапазоном населення розподілялося таким чином: 24,0 % — особи молодші 18 років, 60,0 % — особи у віці 18—64 років, 16,0 % — особи у віці 65 років та старші. Медіана віку мешканця становила 37,9 року. На 100 осіб жіночої статі у місті припадало 90,0 чоловіків;  на 100 жінок у віці від 18 років та старших — 86,3 чоловіків також старших 18 років.
Середній дохід на одне домашнє господарство  становив 53 016 доларів США (медіана — 40 046), а середній дохід на одну сім'ю — 65 178 доларів (медіана — 50 583). Медіана доходів становила 41 147 доларів для чоловіків та 32 581 долар для жінок. За межею бідності перебувало 16,6 % осіб, у тому числі 29,0 % дітей у віці до 18 років та 7,7 % осіб у віці 65 років та старших.
Цивільне працевлаштоване населення становило 5296 осіб. Основні галузі зайнятості: освіта, охорона здоров'я та соціальна допомога — 32,7 %, роздрібна торгівля — 10,3 %, виробництво — 9,8 %.